# Condecorações militares sul-africanas (1952-1975)
Em 1952, o Governo da África do Sul introduziu uma série de condecorações e medalhas para as forças armadas sul-africanas, para substituir as condecorações britânicas ainda em uso na época. Condecorações, medalhas e emblemas adicionais foram introduzidos entre 1965 e 1970. Esses prêmios foram substituídos em 1975 por uma nova série. Certas condecorações possuem letras pós-nominais para os agraciados.
Havia condecorações por bravura e serviço diferenciado; uma medalha de campanha; medalhas por tempo de serviço; medalha para campeões de tiro; e dois emblemas.

## Condecorações
Condecoração Casteel de Goede Hoop (em africâner:  Casteel de Goede Hoop-dekorasie, CGH; 1952-2003), por bravura extraordinária ou bravura notável contra o inimigo. Uma condecoração dourada em forma de castelo representando a chegada de três veleiros à Baía da Mesa em 1652. Pende de uma fita verde no pescoço. A CGH nunca foi premiada.
Condecoração Louw Wepener (em africâner:  Louw Wepener-dekorasie, LWD; 1952-1975), por heroísmo extraordinário, geralmente em circunstâncias que não sejam de combate. Uma medalha de prata representando dois cavaleiros ao pé do Thaba Bosigo. A fita é dividida em faixas laranja e brancas. Apenas 7 LWD foram concedidas.
Estrela da África do Sul (em africâner:  Ster van Suid-Afrika, SSA; 1952-1975), pelo serviço excepcionalmente distinto prestado por oficiais superiores. Uma estrela prateada composta por oito estrelas de cinco pontas de tamanhos diferentes foi colocada junta. Pende de uma fita laranja no pescoço com três listras verdes. Entre 1960 e 1975, foram concedidas 20 SSA.
Condecoração Van Riebeeck (em africâner:  Van Riebeeck-dekorasie, DVR; 1952-1975), pelo distinto serviço prestado em campo por oficiais. Condecoração em prata dourada em forma de castelo representando a figura de Jan van Riebeeck. A fita é azul celeste. Apenas 2 DVR foram premiadas.
Honoris Crux (HC) - 1º Tipo (1952-1975), por bravura em campo contra o inimigo. Cruz de Malta em prata dourada, esmaltada em verde, com águias entre os braços e um disco laranja-branco-azul no centro. Pende de uma fita verde com listras vermelhas e brancas nas bordas. Todos os cinco agraciados com a HC eram militares da Força Aérea.
Medalha Van Riebeeck (em africâner:  Van Riebeeck-medalje, VRM; 1952-1975), por serviços diferenciados em campo por suboficiais e tropa: equivalente à DVR. Mesmo desenho da DVR, mas em prata. Pende de uma fita azul celeste com uma faixa central branca. Apenas 5 VRM foram concedidas.
Medalha Louw Wepener (em africâner:  Louw Wepener-medalje, LWM; 1967-1975), por bravura em salvar vidas. Medalha de bronze com o mesmo desenho da LWD. Pende de uma fita laranja com quatro listras brancas. Apenas 9 LWM foram concedidas.
Medalha Cruzeiro do Sul (em africâner:  Suiderkruismedalje, SM) - 1º Tipo (1952-1975), por extraordinária conscienciosidade. Até 1967, a SM estava disponível para todos os escalões, mas depois disso só foi concedido a oficiais. Uma medalha de prata representando as estrelas do Cruzeiro do Sul contra um fundo azul escuro dentro de um círculo de folhas de carvalho. A fita é azul escura com uma faixa central laranja e branca.
Medalha Pró Mérito (em africâner:  Pro Merito-medalje, PMM) - 1º Tipo (1967-1975), por extraordinária conscienciosidade de suboficiais e tropa. Uma medalha de prata representando um disa vermelho dentro de uma coroa de protea.Pende de uma fita azul celeste com uma faixa central laranja/branca/azul/branca/laranja.
Medalha Danie Theron (em africâner:  Danie Theron-medalje; 1970-2003), pelo serviço excepcionalmente diligente e notável prestado por oficiais dos Comandos. Uma medalha de prata representando uma águia no pico de uma montanha. A fita é verde com três faixas amarelas.
Medalha Jack Hindon (em africâner:  Jack Hindon-medalje; 1970-1975), pelo serviço excepcionalmente diligente e distinto prestado por suboficiais e tropa dos Comandos. Uma medalha oval de bronze representando o içar das Quatro Cores em Spioenkop por Jack Hindon e seus companheiros. Pende de uma fita amarela com listras verdes na borda e uma faixa central.

## Medalha de Campanha
Medalha da Coreia (em africâner:  Korea-medalje; 1953), pela participação na Guerra da Coreia, 1950-1953. Uma medalha de prata representando mapas da África do Sul e da Coreia. A fita é laranja, azul-marinho, azul-força aérea, azul-marinho e laranja. A maioria dos aproximadamente 800 agraciados eram militares da Força Aérea.

## Medalhas por tempo de serviço
Medalha pelo Verdadeiro Serviço nas Forças Permanentes (em africâner:  Medalje vir Troue Diens in die Staande Mag; 1952-1975), por 18 anos de serviço nas Forças Permanentes. Uma fivela pode ser adicionada após 30 anos de serviço. Medalha de prata com rebordo recortado, representando o brasão nacional. Pende de uma fita dividida em nove listras laranja, branca e azul. Até 1961, este prêmio era denominado "Medalha da União" (em africâner:  Unie-medalje).
Condecoração John Chard (em africâner:  John Chard-dekorasie,JCD; 1952-2003), por 20 anos de serviço na Função Pública. Uma fivela pode ser adicionada após 30 anos de serviço. Uma medalha de prata em formato oval representando a estação missionária em Rorke's Drift . A fita é vermelha com listras azuis e brancas.
Condecoração De Wet (em africâner:  John Chard-dekorasie, DWD; 1965-2003), por 20 anos de serviço nos Comandos. Até 1986, a DWD era concedida apenas a oficiais. Uma fivela pode ser adicionada após 30 anos de serviço. Uma medalha de prata representando o General Christiaan de Wet em seu cavalo. Pende de uma fita amarela com listras verdes e brancas e uma faixa central azul.
Medalha John Chard (em africâner:  John Chard-medalje; 1952-2003), por 12 anos de serviço na Força Cidadã. Após 20 anos de serviço, o agraciado qualificava-se para a Condecoração John Chard. Mesmo desenho da JCD, mas em bronze.
Medalha do Corpo de Cadetes (em africâner:  Kadetkorpsmedalje; 1966-1967), por 20 anos de serviço como oficial dos cadetes da escola. Uma medalha de prata representando uma gazela ostentosa. A fita é azul escura com uma faixa central laranja com contorno branco.

## Medalha de pontaria
Medalha do Comandante Geral (em africâner:  Kommandant-generaalsmedalje; 1965-1975), para o vencedor geral do Campeonato Anual de Tiro SAW. Uma medalha de prata representando um campo de tiro no centro de uma estrela de cinco pontas. A fita é azul-celeste, laranja, azul-marinho, laranja e azul-celeste.

## Emblemas
Menção Honrosa em Despachos (em africâner:  Eervolle Vermelding in Berigte; 1967-2003), por bravura em áreas que não merecem condecoração. Um brasão nacional em bronze em miniatura preso à fita da medalha de campanha relevante.
Comenda do Comandante-Geral (em africâner:  Aanprysing deur die Kommandant-Generaal; 1968-1974), por serviço de elevada qualidade não passível de condecoração. Uma flor protea de bronze presa a uma fita da mesma cor da jaqueta do uniforme.